# Organe international de contrôle des stupéfiants
 (mars 2023).
Si vous disposez d'ouvrages ou d'articles de référence ou si vous connaissez des sites web de qualité traitant du thème abordé ici, merci de compléter l'article en donnant les références utiles à sa vérifiabilité et en les liant à la section « Notes et références ».
L'Organe international de contrôle des stupéfiants (ou OICS) est un organe conventionnel (organisme international indépendant, fondé par des traités). Bien que faisant partie du système international de contrôle des drogues administré par l'Organisation des Nations unies, l'OICS demeure un organisme indépendant.
Il est chargé de contrôler les flux licites de drogues entre les États, ainsi que le respect des trois conventions (de 1961, 1971 et 1988) ayant trait aux stupéfiants, aux psychotropes et à leurs précurseurs.
L'OICS joue un rôle important en surveillant l'application des dispositions relatives aux stupéfiants et aux psychotropes, en éditant un rapport annuel sur la production et la consommation mondiales de drogue et en proposant que les précurseurs réglementent sur le plan international. C'est l'un des quatre organismes mandatés par les traités de contrôle des drogues, aux côtés de :
- l'Organisation mondiale de la santé,
- la Commission des stupéfiants des Nations unies,
- le Secrétaire-Général (en pratique, son mandat est assuré par l'ONUDC).

## Historique
À la suite de la seconde convention internationale de l'opium de 1925, est créé un organisme chargé de centraliser les informations concernant les drogues ; cet organisme s'appelle alors le Comité Central Permanent de l'Opium. Actif dès 1929, il est essentiellement chargé de la compilation des statistiques de commerce licite et saisies de drogues listées dans la Convention de 1925.
À la suite de la Convention de 1931, un second organisme indépendant est créé, l'Organe de Contrôle. Essentiellement chargé de la collecte des estimations préalables des pays, l'Organe vient seconder le Comité Central Permanent.
Le Comité Central Permanent et l'Organe étaient rattachés à la Société des Nations et à l'Office international d'hygiène publique.
Informellement à la suite de la Seconde Guerre mondiale, puis formellement avec la convention de 1961, ces deux organismes fusionnent pour former l'OICS.

## Mission
(décembre 2021).
Si vous êtes l’auteur de ce texte, vous êtes invité à donner votre avis ici. À moins qu’il soit démontré que l’auteur de la page autorise la reproduction et que ce contenu soit compatible avec les principes fondateurs de Wikipédia, cette page sera supprimée ou purgée au bout d’une semaine maximum. En attendant le retrait de cet avertissement, veuillez ne pas réutiliser ce texte.

### Suivi et de contrôle
L'OICS collecte les estimations et statistiques des États membres des Conventions de 1961 et 1971. L'OICS publie annuellement un rapport rendant compte de ces informations collectées, ainsi que de son activité. Il maintient d'ailleurs un contact constant avec les gouvernements, les encourageant à renforcer leur législation.
Il s'assure que les produits réglementés par les trois conventions sont disponibles et accessibles pour des fins médicales et scientifiques, tout en surveillant l'application des mesures visant à éviter le détournement de ces produits vers des voies illicites.
Le cas échéant, l'OICS peut avoir un rôle de conseil afin de remédier aux lacunes constatées : il peut ainsi demander des justifications à un gouvernement en cas de violation apparente des conventions. Si l'OICS constate que le gouvernement n'a pas mis en place de mesures adéquates, il peut porter le problème à l'attention de la Commission des stupéfiants et du Conseil économique et social des Nations unies. En dernier recours, les conventions autorisent l'OICS à recommander aux signataires des conventions de cesser les imports-exports de médicaments stupéfiants ou psychotropes en provenance du pays incriminé. Dans les faits, et au vu de l'impact potentiel d'une telle mesure sur les systèmes de santé, l'OICS privilégie le dialogue avec les gouvernements signataires.
L'OICS se définit comme un organe "quasi-juridique" arguant du fait que son avis est en général suivi. Pourtant, le mandat judiciaire ne lui est directement attribué dans aucun texte légal : les trois Conventions sur les drogues renvoient à la Cour internationale de justice pour le règlement des différends.

### Liste des précurseurs
En parallèle de son mandat de contrôle, la Convention contre le trafic illicite de stupéfiants et de substances psychotropes de 1988 donne comme mandat à l'OICS l'émission d'avis sur les produits chimiques utilisés dans la fabrication illicite des drogues (précurseurs), afin de déterminer s’il faut ou non les lister dans les listes de cette convention.

## Composition
L'OICS est composé de treize membres élus par le Conseil économique et social de l'ONU :
- Trois membres sont élus à partir d'une liste présentée par l’OMS désignant des personnes ayant une expérience significative en médecine, en pharmacologie ou en pharmacie ;
- Les dix autres membres sont élus à partir d'une liste de personnes désignées par les gouvernements.

Ces membres siègent à titre personnel et non en qualité de représentant de leur pays.